# Папская семинария региона Абруццо-Молизе
Папская семинария региона Абруццо-Молизе им. Св. Пия X — семинария епископальной Конференции Абруццо и Молизе, в которой обучаются молодые пресвитеры, принадлежащие к одному из одиннадцати диоцезов, епископов которых входят в епископальную конференцию. В настоящее время ректором является дон Антонио д’Анджело, священник из епархии Термоли-Ларино.

## История
В то время, когда Папа Пий X утвердил нормы учебной и дисциплинарной системы итальянских семинарий в январе 1908 года, поощряя также создание региональных семинарий, особенно для регионов центральной и южной Италии, была организована межрегиональная семинария в Абруццо, которая до этого времени была епархиальной семинарией епархии Кьети. 21 сентября 1908 года епископы Абруццо встретились в Риме совместно с тогдашним апостольским посещением Ансельмо Печчи, чтобы лучше определить решение по проблемах воспитания и призвания молодых претендентов на священство, а также учреждения канонической единой межрегиональной семинарии. 2 октября 1908 года Конгрегация епископов и регулярных официально ратифицировала положения, принятые перед этим 21 сентября. Поэтому можем считать 2 октября 1908 года датой канонического создания Региональной семинарии Кьети. Это случилось по желанию епископов региона Абруццо и после подписания письменного согласия.
Первый учебный год начался 1 ноября 1908 года и закончился 15 июля следующего года. Официальная инаугурация состоялась 17 июля 1921 года. В 1928 году папа Пий XI предоставил семинарии привилегию выдавать все академические степени, которые существовали до 1931 года, когда согласно положениям апостольской конституции Deus scientiarum Dominus, семинария была единственным учреждением для получения академической степени бакалавра. В 1971 году согласно новым нормам, изданным Конгрегацией католического образования, в рамках семинари была создана Папская семинария регионов Абруццо и Молизе начиная от учебного года 1977—1978 для обучения кандидатов в священничество из церковного региона Абруццо-Молизе. Семинария предоставляет своим студентам возможность получить двойной диплом бакалавра философии и теологии. Срок обучения составляет 5 лет.

## Ректоры
- 1908—1917 — Доменико Андрей (C. M.)
- 1917—1920 — Рокко Петрова (К. M.)
- 1920—1925 — Джакомо Молинари (К. M.)
- 1925—1932 — Роберто Ногара (назначен архиепископом Козенцы)
- 1932—1933 — Иоанн Mac
- 1933—1954 — Доменико Борниджя (назначен епископом Сансеполькро)
- 1954—1955 — Луиджи Целей (регент)
- 1955—1969 — Клето Беллуччи (назначен епископом-держателем города Мельци и ауксилиарием города Таранто)
- 1969—1976 — Энио Нино
- 1976—1992 — Доменико Рамелли
- 1992—1996 — Марко Тривисонне
- 1996—2005 — Доменико Анджело Скотти (назначен епископом в Епархии Тривенто)
- 2005—2016 — Джино Чилли
- 2016 — н. в. — Антонио д’Анджело

## Выпускники, ожидающиебеатификации
- Дон Гаэтано Тантало

## Использованная литература
- Программа исследований и норм образовательной и дисциплинарной системы итальянских семинарий, Ватиканская типография, Рим 1908
- Джузеппе Ди Бартоломео, "Некоторые заметки о происхождении семинарии, Пианум, Кьети 1995.